# رافائل آنخل کالدرون گواردیا
رافائل آنخل کالدرون گواردیا (انگلیسی: Rafael Ángel Calderón Guardia; زاده ۸ مارس ۱۹۰۰ – درگذشته ۹ ژوئن ۱۹۷۰) سیاست‌مدار اهل کاستاریکا بود. وی از ۸ مه ۱۹۴۰ تا ۸ مه ۱۹۴۴ رئیس‌جمهور این کشور بود.
رافائل آنخل کالدرون گواردیا در ۹ ژوئن ۱۹۷۰، در سن ۷۰ سالگی درگذشت.